# 諸司田
諸司田（しょしでん）とは、8世紀中期以後、官司の官人給与や官衙経費の財源に充てるために諸官司に与えられた田地のこと。

## 概要
律令制の財政は、主に公民から取り立てる庸・調を財源としていたが、8世紀中期に入ると早くも庸・調の徴収不振に悩まされるようになった。そのため、早くも天平宝字元年8月23日（757年9月11日）に大学寮・雅楽寮・陰陽寮・典薬寮・内薬司に対して公廨田（大学寮は30町、内薬司は8町、その他は10町ずつ）支給され、続いて2日後には六衛府に射騎田がそれぞれ設置された。前者は礼楽、後者は武芸振興を名目としていた（『続日本紀』）。その後、馬寮や弾正台などにも公廨田が設置された。
これが本格化するのは、元慶5年11月25日（881年12月19日）、2年前に畿内5ヶ国の内に設置された「元慶官田」のうち、和泉国以外の4ヶ国の中から要劇料などの官人給与に充てる名目で、図書寮19町8段297歩、正親司9町2段126歩、左近衛府33町7段324歩など、49の官司に合計1235町2段329歩を配分した。翌年4月には太政官・中務省など中央の主要7官司の要劇料・番上粮料は米で支給し、大舎人寮・内蔵寮など39官司は官田を与えてその収入をもって充てることを命じる太政官符が出され、以後元慶官田などの官田の諸官司への分配が進んだ。『延喜式』によれば、馬寮が一部直接耕営していた以外は、地子・賃租によって経営したことが知られている。
こうした政策の背景には中央の財政収入では諸官司の経費や官人の給与を賄うことが困難となり、最も重要な官司を除いた諸官司の財政を中央財政から切り離して、独自の財政・経営体制に置こうとしたものであったとみられている。一方、独自の財源をもって中央からの財政的依存に頼らなくなった諸官司は既存の機構の中で自立性を高めた。官司側は財政の自立をたてにして官田などの諸司田を自らの所有地として扱うようになり、荘園化させていくと、「諸司領」「官衙領」などと称されるようになった。なお、延久2年（1070年）に作成された「大和国興福寺雑役免帳」には地子を大蔵省などの諸官司に、雑役を興福寺に納めていた荘園田地が170町あったことが記されている。
なお、諸司田が置かれている事例はほとんどが中央官司の例であるが、地方官司においても皆無ではなく、大宰府には射田（管内各郡に1町、のち2町）や府学校料田（各国4町）が設置された例があり、9世紀に西海道を中心に展開された公営田も官衙附属地に設置された諸司田とみることも可能である。